# Utricularia australis
L'erba vescica delle risaie (Utricularia australis R.Br., 1810) è una pianta carnivora appartenente alla famiglia delle Lentibulariaceae, con distribuzione cosmopolita.

## Descrizione
È una pianta idrofita natante con fusti flottanti lunghi sino a 100–150 cm, privi di un vero e proprio apparato radicale.
Le foglie hanno una lamina suddivisa in segmenti filiformi a margine dentato; alcune di esse sono trasformate in piccole vescicole (o otricoli), di circa 3 mm di diametro, che agiscono sia da minuscole trappole che da galleggianti; .aA differenza di altre specie carnivore la pianta non secerne succhi digestivi, ma assorbe la sostanza organica dopo che le prede (in genere piccoli crostacei) si sono decomposte. 
L'infiorescenza è un racemo che raggruppa sino a 10 fiori (più spesso 2-5), di colore giallo con venature arancioni. La corolla è zigomorfa con labbro inferiore piatto-reniforme; sulla parte inferiore è presente un corto sperone, più o meno incurvato verso l'alto. Fiorisce da luglio ad agosto.
Il frutto è una capsula a 2-4 valve.

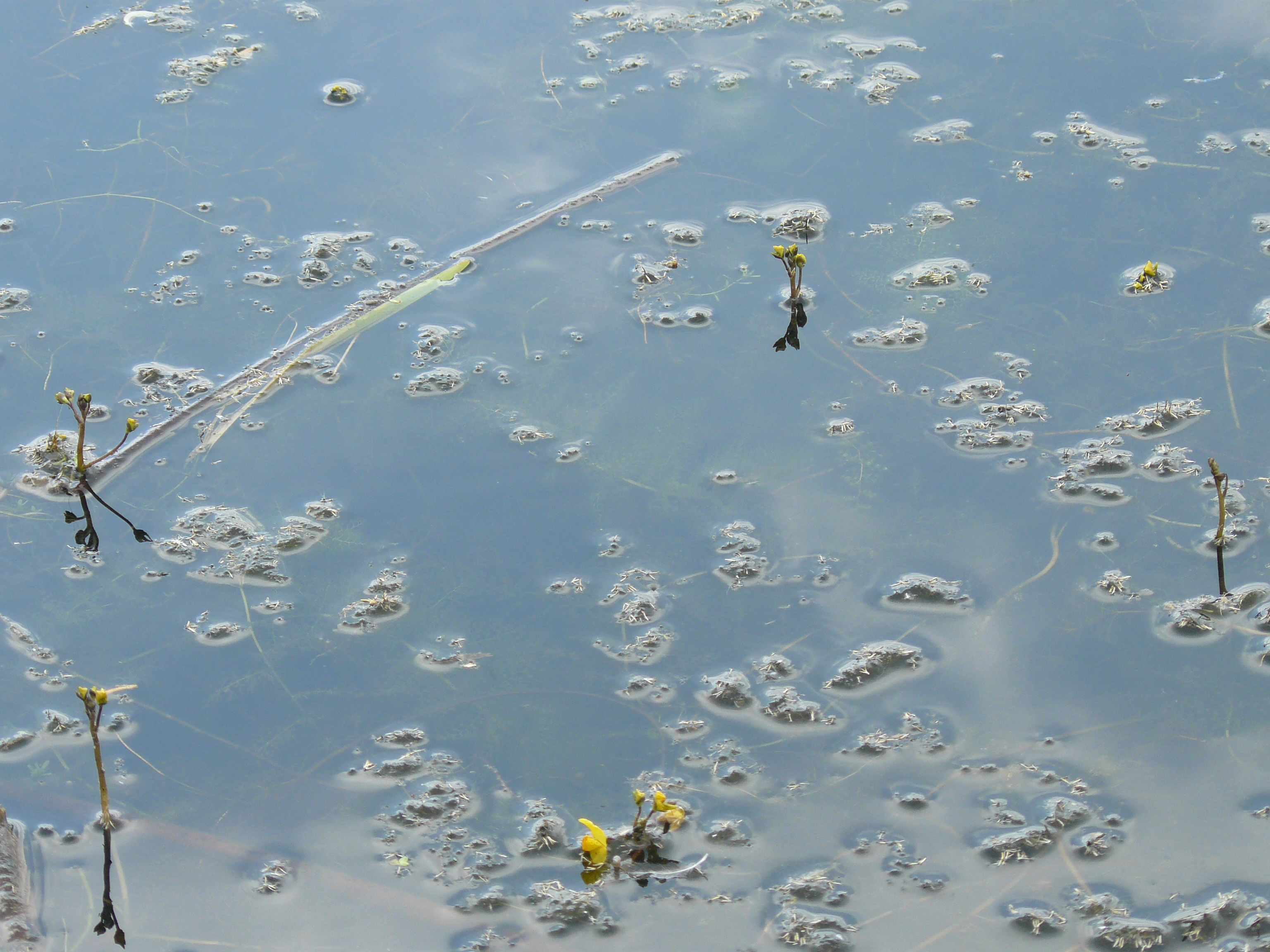
Habitat

## Distribuzione e habitat
È una pianta acquatica ampiamente diffusa in Europa, Africa, Asia e Australia.
In Italia è diffusa nelle regioni settentrionali e in Lombardia, Toscana, Umbria, Lazio, Abruzzo, Campania, Puglia e Sicilia.
Cresce in acque stagnanti (stagni, fossi, risaie), da 0 a 1800 m di altitudine. Tollera una moderata eutrofizzazione.
Ricercatori dell'Università degli Studi Roma Tre hanno recentemente scoperto che nei laghi di Bolsena e Bracciano la Utricularia australis fiorisce anche sotto la superficie dell'acqua .